# Redhill (ort i Australien)
Redhill är en ort i Australien. Den ligger i kommunen Port Pirie City and Dists och delstaten South Australia, omkring 160 kilometer norr om delstatshuvudstaden Adelaide. Antalet invånare är 216.
Runt Redhill är det mycket glesbefolkat, med 2 invånare per kvadratkilometer.. Närmaste större samhälle är Mundoora, omkring 16 kilometer sydväst om Redhill.
Trakten runt Redhill består till största delen av jordbruksmark. Genomsnittlig årsnederbörd är 581 millimeter. Den regnigaste månaden är juni, med i genomsnitt 95 mm nederbörd, och den torraste är december, med 13 mm nederbörd.